# Distrito electoral de Hebron South (condado de Thayer, Nebraska)
Hebron South (en inglés: Hebron South Precinct) es un distrito electoral ubicado en el condado de Thayer en el estado estadounidense de Nebraska. En el Censo de 2010 tenía una población de 206 habitantes y una densidad poblacional de 1,52 personas por km².

## Geografía
Hebron South se encuentra ubicado en las coordenadas 40°7′32″N 97°34′0″O / 40.12556, -97.56667. Según la Oficina del Censo de los Estados Unidos, Hebron South tiene una superficie total de 135.19 km², de la cual 135.02 km² corresponden a tierra firme y (0.13%) 0.17 km² es agua.

## Demografía
Según el censo de 2010, había 206 personas residiendo en Hebron South. La densidad de población era de 1,52 hab./km². De los 206 habitantes, Hebron South estaba compuesto por el 99.03% blancos, el 0% eran afroamericanos, el 0% eran amerindios, el 0% eran asiáticos, el 0% eran isleños del Pacífico, el 0% eran de otras razas y el 0.97% pertenecían a dos o más razas. Del total de la población el 0.49% eran hispanos o latinos de cualquier raza.